# Herman Frick
Herman „Harvey” Frick (ur. 13 października 1893 w Nowym Jorku, zm. 6 maja 1966 w Central Islip) – amerykański lekkoatleta, uczestnik igrzysk olimpijskich w Amsterdamie 1928 r.

## Występy na igrzyskach olimpijskich
Frick wystartował tylko raz na igrzyskach olimpijskich w 1928 r. Brał udział w maratonie, który się odbył 5 sierpnia 1928 r. Dystans 42,195 km przebiegł w czasie 2:57:24 h zajmując 41. miejsce.

## Rekordy życiowe
- maraton – 2:36:15 (1931)